# Ваттемар, Александр
Николя́ Мари́ Алекса́ндр Ваттема́р (фр. Nicolas Marie Alexandre Vattemare; 1796 года, Париж — 1864 года, там же) — известный в Европе французский чревовещатель и актёр, в 1836 году посетил Петербург; учёный искатель древностей, нумизмат и библиофил; составитель первого европейского проекта международных культурных обменов.

## Биография
Родом дворянин из Парижа. Обладал способностью говорить всевозможными голосами и подражать звукам разных музыкальных инструментов, пению птиц, жужанию насекомых, визгу пилы, завыванию и лаю собак и проч.
Поначалу изучал медицину, поступил медиком во французскую армию. Посланный в 1814 году с поручением в Берлин, был задержан там из-за изменившихся политических обстоятельств и, находясь в бедственном положении, стал сочинять пьесы, в которых один исполнял все роли, меняя костюм и выражение лица с невероятной быстротой и используя чревовещание. Успех был полный и сопровождал его повсюду в течение 20 лет, проведённых в странствованиях по Германии, Бельгии, Голландии, Англии, Шотландии, Ирландии. В 1836 году побывал в Петербурге, где дал ряд представлений в Михайловском театре. Самые эффектные пьесы были «Проделки Николя» (Les ruses de Nicolas) и «Хромой чёрт» (Le diable boiteux).
Был также известен как учёный искатель древностей, нумизмат и библиофил. В европейских столицах общался с известными археологами, посещал публичные и частные музеи и библиотеки, изучал и копировал древние рукописи. Заметив недостатки одних собраний и излишества других, выразил мысль основать в Европе систему разменов драгоценных и редких памятников, чтобы сделать их доступными для изучения всеми нациями. Нашёл поддержку среди известных владельцев археологических кабинетов. В 1836 году обратился к французскому правительству и представил в законодательное собрание проект «Международного размена дуплетов всех возможных редкостей», издав его отдельной брошюрой. Проект был поддержан европейскими учёными и согласием правительств — русского, прусского, саксонского и австрийского. Проект был послан на рассмотрение во французское министерство внутренних дел и там остался без последствий.
В 1838 году, завершив свои странствия и представления, поселился в своём имении под Парижем.

## Издания
Его обширные связи со знаменитостями Европы позволили ему собрать автографы Гёте, Вальтера Скотта, Томаса Мура, Ламартина, Пушкина и других русских. Присоединив к автографам рисунки известных художников, Александр издал всё под названием «Album cosmopolite», напечатанный дважды.